# Karula
Karula (em estoniano:  Karula vald) é um município rural estoniano localizado na região de Valgamaa.